# Henrik Malberg
Henrik Martin Marinus Malberg, född 4 december 1873 i Århus, död 28 september 1958 i Köpenhamn, var en dansk skådespelare. Han var bror till skådespelaren Peter Malberg. 

## Filmografi i urval
- 1913 – Lille Klaus og store Klaus
- 1925 – Kova, konst, kolifej
- 1929 – Moster Malins millioner
- 1930 – Flirt, funkis och fullträffar
- 1931 – Prästen i Vejlby
- 1932 – Paustians Uhr
- 1933 – Kobberbryllup
- 1936 – Sol over Danmark
- 1938 – Bolettes brudefærd
- 1955 – Ordet